# Командир эскадрильи (фильм)
«Командир эскадрильи» (англ. Wing Commander, более точный перевод — «Командир авиакрыла») — американский фантастический кинофильм режиссёра Криса Робертса по мотивам одноимённой серии игр. Фильм повествует о борьбе космических пилотов-истребителей с кошкообразными пришельцами-килрати (англ. Kilrathi).

## Сюжет

### Пролог
Идет затяжной вооружённый конфликт с расой Килрати. В ходе атаки на военную базу Земного содружества «Пегас» килрати захватили навигационный компьютер, содержащий координаты гиперпространственного прыжка в Солнечную систему через квазар «Харибдис» (англ. Charybdis Quasar). Цель атаки безусловно однозначна — атака на Землю. В последние минуты с базы успели запустить маяк, передавший информацию о событии в командование космического флота.

### Акт 1
После получения информации об атаке на «Пегас» адмирал Толвин (Дэвид Уорнер) отдает приказ собрать все корабли флота в солнечной системе. При этом рассредоточенный земной космофлот сможет прибыть на два часа позже флота килрати. В создавшейся почти безнадёжной ситуации ответственная задача возлагается на единственный оставшийся в секторе Вега земной корабль — «Тигриный коготь» (англ. Tiger's Claw), он получает приказ задержать флот килрати любой ценой. Однако «Тигриный коготь» находится вне зоны связи и единственный способ доставить информацию от командования — посредством транспортника «Дилиджент», главным на котором является странноватый командир — Джеймс Таггарт по прозвищу «Паладин» (Карио). Получив информацию последний быстро проводит корабль через «Сциллу» с помощью умения пилигрима, только закончившего лётную школу, пилота Кристофера Блэра (Принц). Вторым пилотом откомандированным на «Тигриный коготь», летевшем на корабле является Тодд Маршалл по прозвищу «Маньяк» (Лилард).

### Акт 2
Все трое прибыли на «Тигриный коготь». Таггарт докладывает о задании капитану Джейсону Сански (Дэвид Суше), последний, после некоторых сомнений принимает задание и отправляет корабль в сектор квазара «Харибдис». Также Таггарт поясняет Блэру происхождение его дара проходить через гравитационные дыры («Сциллы») и причины ненависти обычных людей к людям-пилигримам. Дар оказывается результатом микроэволюции:
"- Всю жизнь мне приходилось выслушивать оскорбления из-за того. что я наполовину пилигрим. Мне бы хотелось понять, почему?
- Ты - один из последних представителей вымирающей расы. Пилигримы были первыми исследователями Космоса и первыми поселенцами. На протяжении пяти веков они бросали вызов Судьбе. Они стремились к Космосу и за это были вознаграждены даром безупречного умения ориентироваться. Они чувствовали магнитные поля, создаваемые квазарами и чёрными дырами, использовали их особенности себе во благо, перемещались не только среди звезд и в пространстве, но и во времени!
- Как навигационные компьютеры "Навком"?
- Нет, ты не понял. Миллиарды вычислительных операций в секунду необходимые, чтобы пройти через чёрную дыру или квазар - это попытка "Навкома" воссоздать мозг одного пилигрима.
- Тогда что стало причиной войны?
- Проводя слишком много времени в Космосе, в одиночестве, начинаешь терять человеческие качества. Когда пилигримы начали утрачивать связь с собственным наследием, они сочли, что стали выше обычных людей. В своём высокомерии они решили отказаться от всего. свойственного людям и следовать дальше за тем, что они называли своей Судьбой. Говорят, что они возомнили себя богами...
- А Вы верите, что они были богами?
- Нет. Но я верю, что Бог их коснулся."
После Таггарт вновь успешно проводит «Тигриный коготь» через «Сциллу» из сектора Вега в Улийский коридор к квазару «Харибдис».
Земной флот спешит к Земле. От перегрузки реакторов и при переходах через гравитационные дыры часть кораблей флота потеряны. После получения отчёта о ходе переброски сил Адмирал Толвин, соизмеряя важность своевременного прибытия в солнечную систему, повышает нагрузку на реакторы кораблей флота до 120 %.
Тем временем в сложной боевой обстановке в Улийском коридоре «Тигриному когтю» удалось провести несколько удачных действий — сбить 5 крупных боевых кораблей килрати и захватить данные о точке выхода штурмового флота килрати в солнечной системе. Получив бесценную информацию, позволяющую получить огромное тактическое преимущество в бою с вражеским флотом, поврежденный после боёв «Тигриный коготь» не в состоянии послать зонд с информацией. Таггарт отправляет информацию вместе с Блэром и лейтенант-коммандером «Ангел» Деверо (Сэффрон Бёрроуз) на истребителях через «Сциллу». Однако по вылету они обнаруживают направляющуюся к «Тигриному когтю» управляемую ракету со скрывающим полем, которую удалось сбить Деверо, но ценой успеха было уничтожение её истребителя. Через «Сциллу» Блэру пришлось отправиться одному, оставив в спасательной капсуле человека, к которому в ходе последних событий у него появились чувства.

### Акт 3
Истребитель Блэра успешно проходит в солнечную систему и производит открытую передачу информации о точке выхода флота Килрати. Вслед за Блэром в Солнечную Систему прорывается крупный вражеский корабль «Страйкер» способный при удачных действиях нанести серьёзный ущерб. Недалеко от себя Блэр обнаруживает предупреждающий маяк рядом со «Сциллой» и заманивает туда «Страйкер», который из-за своего веса не смог превзойти силу гравитации «Сциллы» и был ею поглощён. На корабле Блэра же заканчивается топливо и тот остается дрейфовать в космосе.
К этому времени флот Земли уже прибыл в солнечную систему. Адмирал Толвин, игнорируя присутствие единственного «Страйкера» в солнечной системе, вышедшего из другой точки вслед за истребителем Блэра, принимает сложное и неоднозначное решение и сосредотачивает все корабли, добравшиеся в солнечную систему, перед точкой выхода флота Килрати, объявленной в открытой передачи Блэром, а не гнаться за вышедшим недавно «Страйкером».

### Заключение
Решение Толвина оказалось мудрым и правильным. Спустя короткое время штурмовой флот килрати начал выходить перед земным флотом, сразу попадая под шквальный прицельный огонь. Таким образом земной флот успешно отбивает атаку килрати. «Тигриный коготь» и «Дилиджент» прибывают в солнечную систему, а корабль Блэра был успешно обнаружен спасательной командой. Адмирал Толвин лично благодарит Блэра за работу. «Дилиджент» прибывает вместе с Деверо, которую в последний момент нашёл Таггарт. Блэр и Деверо понимают что их чувства достаточно сильны, чтобы их можно было назвать любовью.

## В ролях
- Фредди Принц-младший — старший лейтенант Кристофер «отцепник» Блэр
- Саффрон Берроуз — лейтенант-коммандер «Ангел» Деверо
- Мэттью Лиллард — лейтенант Тодд «Маньяк» Маршал
- Чеки Карио — командор Джеймс «Паладин» Таггарт
- Дэвид Уорнер — адмирал Джеффри Толвин
- Джинни Холдер — Рози Форбс
- Дэвид Суше — капитан Джейсон Сански
- Юрген Прохнов — коммандер Пол Джеральд

## Оценка
Провалился в прокате, получив негативные оценки как от фанатов игры, так и от критиков.
По воспоминаниям Навигатора Игрового Мира, первые сомнения у фанатов возникли, когда был обнародован относительно скромный для блокбастера бюджет в $50 млн. На деле же бюджет составил ещё меньше — $30 млн, и фильм, провалившись в прокате, смог собрать немногим более $11 млн. В числе актёров, игравших в фильме, отметился и сам Крис Робертс — в качестве камео, он сыграл эпизодическую роль одного из пилотов. Как 3DNews, так и Навигатор Игрового Мира высоко оценили игру Чеки Карио, сыгравшего «Паладина». Но их мнения по поводу игры Мэттью Лилларда, сыгравшего пилота по прозвищу «маньяк», резко разошлись, и если Навигатор Игрового Мира назвал его игру отличной, то по мнению 3DNews актёр постоянно переигрывал.
3DNews охарактеризовал замену Марка Хамилла на Фредди Принца младшего следующими словами: «трудно было найти более неподходящего актёра на роль Блэйра, чем Фредди Принц Мл.». Навигатор Игрового Мира, в целом, более благосклонно оценил кастинг актёров, но и он назвал выбор Фредди Принца на главную роль «непоправимым вредом фильму», и даже эмоционально отразил мнение фанатов Wing Commander, назвав актёра «губастым отродьем».
Игромания отметила, что Килрати в фильме не просто отличаются от канона, но и полностью облысели, потеряв не только свои знаменитые львиные гривы, но и весь свой мех. По мнению же 3DNews, Килрати «показаны пунктирно», и большую часть фильма зритель их просто не видит.
Особой критики удостоились и кардинальные изменения в сюжете, прямо противоречащие сюжету серии игр. Так, например, особо массированной критике подверглось введение в сюжет ранее не упоминавшейся загадочной расы пилигримов, чьим потомком вдруг оказался главный герой.
Что касается оценки режиссёрской работы, то 3DNews сравнил Криса Робертса с Тарасом Бульбой, который сам породил и сам убил, так как именно Крис Робертс создал (ещё в качестве геймдизайнера) феномен Wing Commander, а затем приложил руку к созданию роскошных видеороликов.
Игромания же про него написала, что он «наступил на все грабли, на которые только мог»